# اچ‌ام‌اس آمفیون (۱۷۹۸)
اچ‌ام‌اس آمفیون (۱۷۹۸) (به انگلیسی: HMS Amphion (1798)) یک کشتی بود که طول آن ۱۴۴ فوت (۴۳٫۹ متر) بود. این کشتی در سال ۱۷۹۸ ساخته شد.